# Place des femmes en sciences

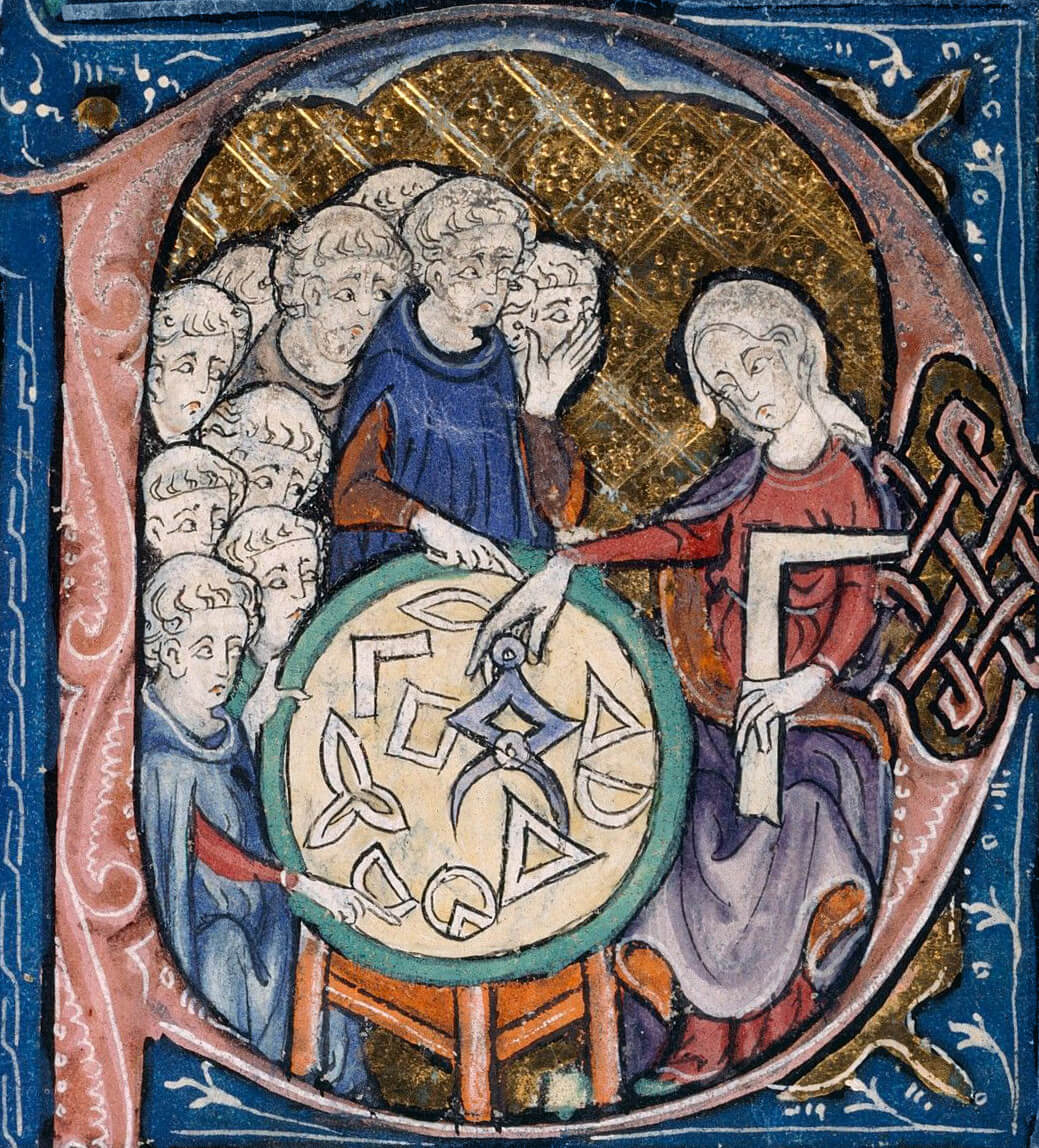
« Femme enseignant la géométrie » Illustration en introduction d'une traduction médiévale des Éléments d'Euclide (c. 1310 AD).

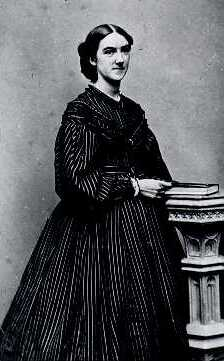
Ellen Richards, chimiste américaine prééminente du XIXe siècle.

L'étude de la place des femmes en sciences recense leurs contributions significatives dans l'histoire des sciences ; elle analyse aussi les obstacles auxquels elles ont été confrontées, et les stratégies qu'elles ont mis en œuvre pour que leurs travaux soient publiés et reconnus. Les recherches sur les rapports entre science et genre constituent aujourd'hui une discipline académique à part entière. 

## Étude historique, sociale et critique

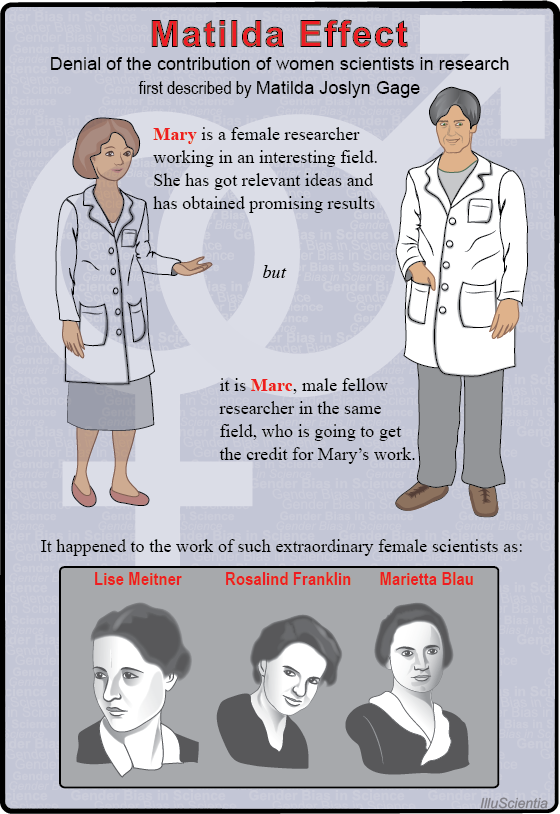
L'effet Matilda : attribution des découvertes scientifiques à un collègue masculin.

### Inégalités de genre
Des historiens qui s'intéressent au rapport entre genre et science, comme Margaret W. Rossiter, Londa Schiebinger ou encore Yaël Nazé, ont mis en lumière les réalisations scientifiques des femmes, les obstacles qu'elles ont rencontrés et les stratégies qu'elles ont mis en œuvre pour que leur travail soit accepté par leurs pairs.
Margaret Rossiter, une historienne américaine, a développé les concepts de ségrégation hiérarchique et territoriale des femmes. En 1993, Rossiter met en évidence « l'effet Matilda », par lequel les contributions des femmes scientifiques sont dévaluées et attribuées finalement à des collègues masculins. Ce phénomène avait été observé par Matilda Joslyn Gage vers la fin du XIXe siècle. Il peut être considéré comme un cas particulier de l'effet Matthieu, par lequel les plus favorisés tendent à accroître leur avantage sur les autres. Concrètement, l'effet Matilda a été observé entre autres pour les travaux de trois scientifiques importantes : Lise Meitner, Rosalind Franklin et Marietta Blau.
Un autre phénomène connu en histoire et sociologie des sciences et également décrit par Rossiter, est l'effet de harem,. Les Harvard Computers en sont un exemple. Il est admis que Edward Charles Pickering, le directeur du Harvard College Observatory, a engagé des femmes plutôt que des hommes, parce que celles-ci était moins bien payées et que la quantité d'informations à traiter dépassait les capacités de traitement de l'observatoire. À cette époque, les femmes astronomes qui faisaient ce travail de chercheur à l'Observatoire de Harvard étaient payées 0,25 $ de heure, ce qui était inférieur au salaire d'une secrétaire à la même université. Certaines femmes astronomes s'illustrent alors, telle que l'Américaine Annie Jump Cannon.
En 2008, une étude portant sur un test de mathématiques réalisé par 300 000 adolescents et adolescentes dans 40 pays remet en cause l’idéologie du déterminisme biologique pour expliquer la sous-représentation des femmes dans les sciences et montre que l’écart de performance en mathématiques entre les garçons et les filles est corrélé à l'index d'émancipation des femmes, soulignant ainsi l'influence de l’éducation et de la culture (notamment l'estime de soi et les stéréotypes de genre). Ainsi, la culture égalitaire aux États-Unis explique la disparition entre 1990 et 2008 de l’écart de performance en mathématiques entre les deux sexes.

### Perspectives interculturelles
Dans les années 1970 et 1980, de nombreuses études sur les femmes scientifiques ont été publiées ; la plupart ignoraient les femmes de couleur et les femmes vivant hors de l'Europe et de l'Amérique du Nord. La création en 1985 du Fonds Kovalevskaïa, qui soutient les femmes scientifiques dans les pays en développement, et de l'Organisation pour les femmes et la science pour le monde en développement en 1993, a donné plus de visibilité à des femmes scientifiques auparavant marginalisées, mais aujourd'hui encore il y a une pénurie d'informations relatives aux pays en voie de développement. L'universitaire Ann Hibner Koblitz (en) déclare à ce sujet :

« La plupart des travaux sur les femmes scientifiques se sont concentrés sur les personnalités et les sous-cultures scientifiques de l'Europe occidentale et de l'Amérique du Nord, et les historiennes des femmes scientifiques ont implicitement ou explicitement supposé que les observations valables pour ces régions le seraient aussi pour le reste du monde. »

Ces généralisations concernant les femmes en sciences ne sont pas corroborées par des comparaisons interculturelles, selon Ann Hibner Koblitz,.

## Histoire dans le monde occidental jusqu'au début duXXesiècle

### Ancien Monde

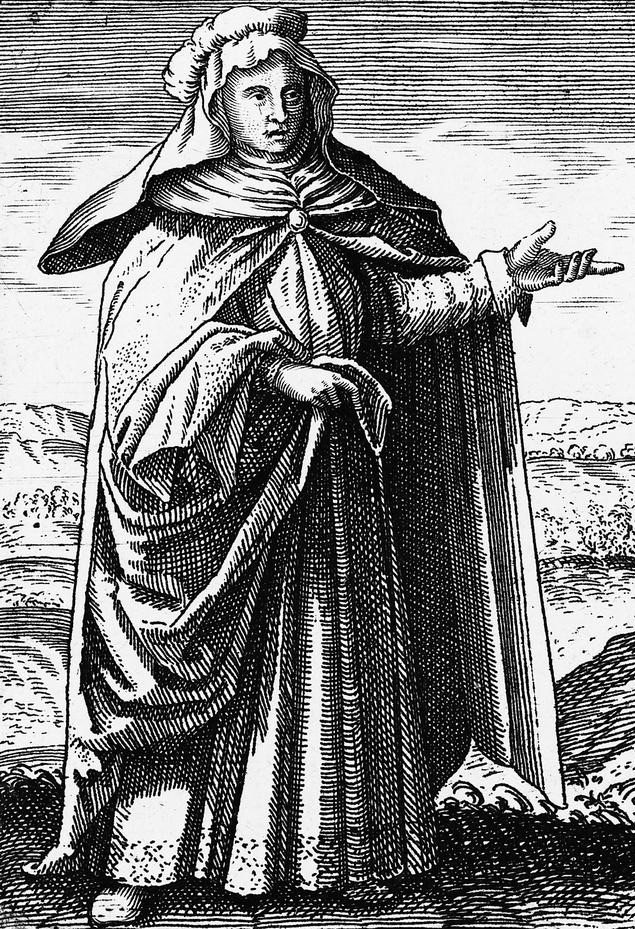
Marie la Juive, à qui on crédite l'invention de plusieurs instruments de chimie, dont le bain-marie et un type d'alambic.

Plusieurs civilisations anciennes ont retenu l'implication des femmes en médecine. En Égypte ancienne, Méryt-Ptah (2700 av. J.-C.), a été présentée comme « médecin en chef », et donc la première femme scientifique explicitement citée de l'histoire des sciences, mais son existence réelle est remise en cause par une étude publiée le 1er janvier 2020.
Agamédé est citée par Homère en tant que guérisseuse, dans la Grèce antique d'avant la guerre de Troie (vers 1194–1184 av. J.-C.). Agnodice est la première femme médecin à pratiquer légalement, à Athènes, vers  350 av. J.-C.
L'étude de la philosophie naturelle en Grèce antique était ouverte aux femmes. Aglaonice, prédisait des éclipses tandis que Théano, mathématicienne et médecin est une étudiante de Pythagore (et possiblement aussi sa femme), ainsi qu'une école à Crotone fondée par Pythagore qui incluait plusieurs autres femmes, en sont des exemples historiques. Plusieurs femmes se sont jointes à l'école de philosophie de Pythagore en tant qu'enseignantes ou érudites. Les membres de cette école vivaient de façon communautaire et publiaient leurs travaux sous le nom commun de Pythagore. Donc, il est difficile de déterminer à qui en attribuer les travaux. Des écrits apocryphes existent toutefois au nom de Théano.
On recense plusieurs femmes ayant contribué au développement de la protoscience de l'alchimie à Alexandrie vers les Ier et IIe siècles av. J.-C., où la tradition gnostique faisait de sorte que les contributions féminines étaient considérées avec valeur. La femme la plus connue est Marie la Juive, à qui on crédite l'invention de plusieurs instruments de chimie, dont le bain-marie et un type d'alambic. Elle est considérée comme l'une des fondatrices de l'alchimie, ayant vécu à l'époque hellénistique, probablement entre le IIIe et IIe siècles av. J.-C..
Hypatie d'Alexandrie (c.|350–415 AD), fille de Théon, était une érudite et philosophe dont les écrits touchent à la géométrie, l'algèbre et l'astronomie.

### Europe médiévale

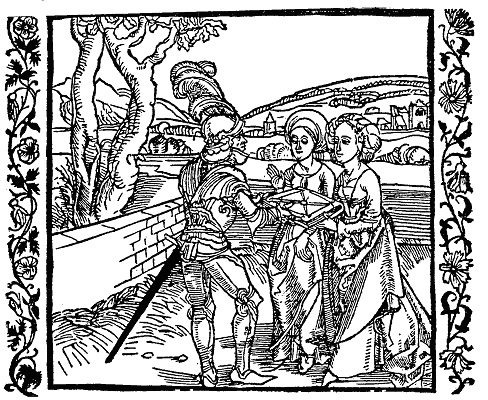
« Le chevalier de La Tour Landry offrant son livre à ses filles », estampe sur bois attribuée à Albrecht Dürer, Der Ritter vom Turn, imprimé par Michael Furter, Bâle, 1493.

La première partie du Moyen Âge européen est marquée par le déclin de l'Empire romain d'Occident. La portion latine occidentale de la civilisation gréco-romaine est alors aux prises avec de grandes difficultés affectant négativement la production intellectuelle du continent. Bien que la nature était toujours vue comme un système qui est compréhensible par la raison, il y a peu d'initiative ou d'innovation scientifique. Toutefois, les siècles suivant l'an mil ont amené davantage de prospérité et une augmentation rapide de la population, ce qui a entraîné plusieurs changements et donné une poussée à la production scientifique.
Malgré les succès de certaines femmes, le biais culturel a affecté leur éducation et leur participation à la science du Moyen Âge. Par exemple, saint Thomas d'Aquin, un érudit chrétien a écrit, sur la femme : « Elle est mentalement incapable de tenir une position d'autorité ».
Par ailleurs, à la fin du Moyen Âge, les femmes sont peu à peu évincées du travail artisanal, à cause de la concurrence qu’elles créent. Deux siècles plus tard, en 1688, une loi est créée par Adrian Beier interdisant aux femmes d’exercer une activité artisanale.

#### Éducation
Dans l'Europe médiévale occidentale, les principes de vertu, de piété et de bienséance que l'on tentait d'inculquer aux filles se retrouvent, entre autres, dans le Livre pour l'enseignement de ses filles de Geoffroi de La Tour Landry, un traité didactique écrit par un noble français pour ses filles dans le dernier tiers du XIVe siècle.

#### Dans les couvents

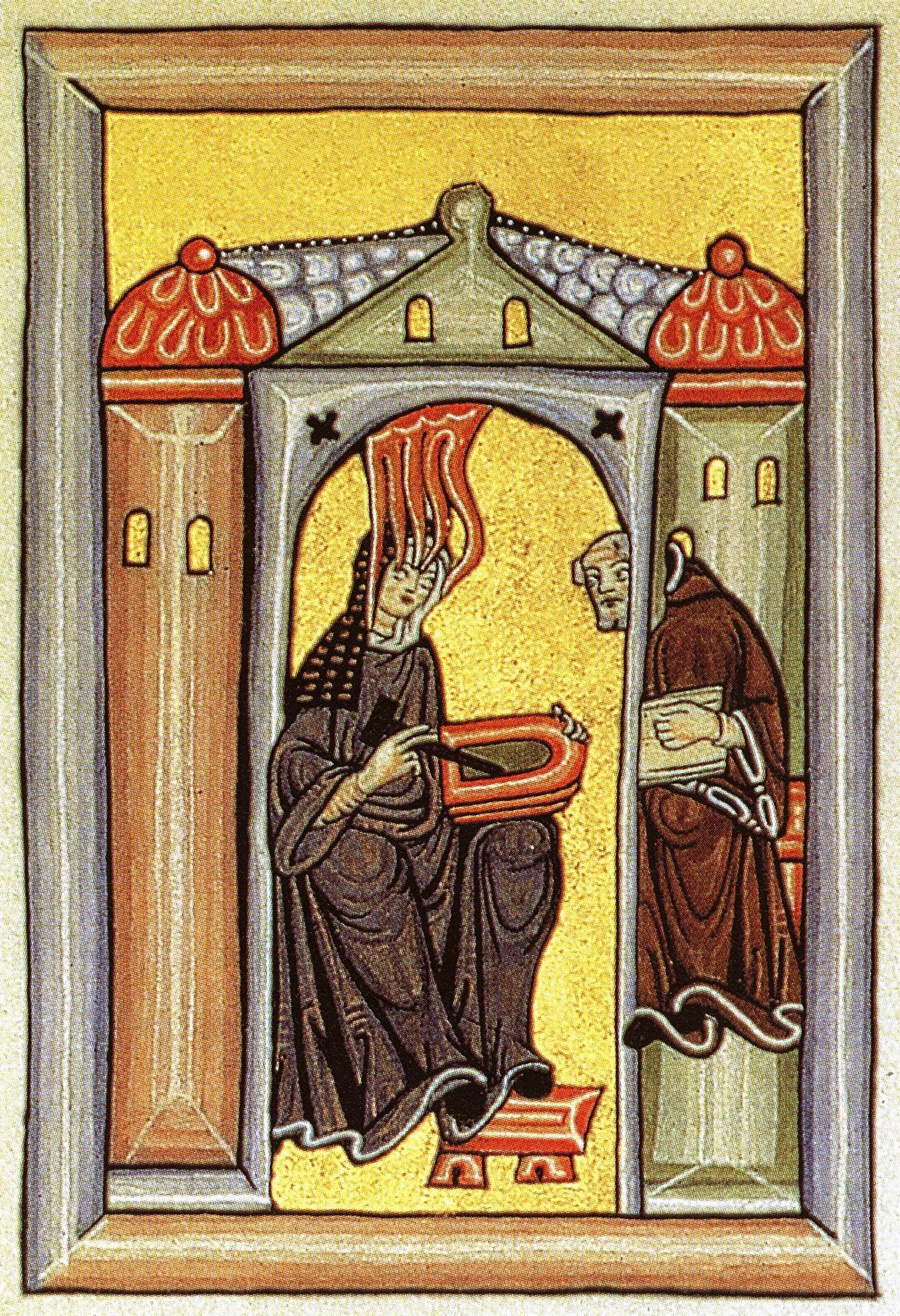
Hildegarde de Bingen.

Durant cette période, les couvents étaient un lieu central pour l'éducation des femmes et dans certaines communautés, il était possible aux femmes de s'adonner à la recherche scientifique. Un exemple est l'abbesse allemande Hildegarde de Bingen, dont les écrits prolifiques incluent des traitements d'une variété de sujets scientifiques, dont la médecine, la botanique et l'histoire naturelle (c.1151–58). Un autre exemple est celui de Herrade de Landsberg qui devient célèbre en tant qu'auteure et illustratrice de l'Hortus deliciarum (Le Jardin des délices), composé entre 1169 et 1175. Première encyclopédie écrite par une femme, c'était un superbe manuscrit à vocation essentiellement didactique.
Au XIe siècle, émergent les premières universités, bien que les femmes y étaient en général exclues. Il existe des exceptions, dont l'université de Bologne, qui a permis l'accès des femmes aux cours, dès sa fondation en 1088.

#### Femmes médecins italiennes
Pour ce qui est de la place des femmes en médecine en Italie, elle apparaît avoir joui d'une attitude davantage libérale qu'ailleurs en Occident. On croit que la femme médecin Trotula de Salerne a tenu une chaire à l'école de médecine de Salerne au XIe siècle où elle enseignait à des italiennes nobles, d'où le surnom de ses étudiantes : « les dames de Salerno ». On attribue à Trotula plusieurs textes d'influence sur la médecine féminine, couvrant les champs de l'obstétrique et de la gynécologie, entre autres sujets.
Dorotea Bocchi, une autre femme médecin italienne, a détenu une chaine de philosophie et de médecine à l'université de Bologne dès 1390 et pendant plus de 40 ans,,,. D'autres Italiennes de l'époque dont les contributions en médecine sont notées sont entre autres : Abella, Jacqueline Félicie de Almania, Alessandra Giliani, Rebecca de Guarna, Margarita (en), Mercuriade (XIVe siècle), Constance Calenda, Calrice di Durisio (XVe siècle), Constanza (en), Maria Incarnata (en) et Thomasia de Mattio (en),.

### Révolution scientifique desXVIeetXVIIesiècles

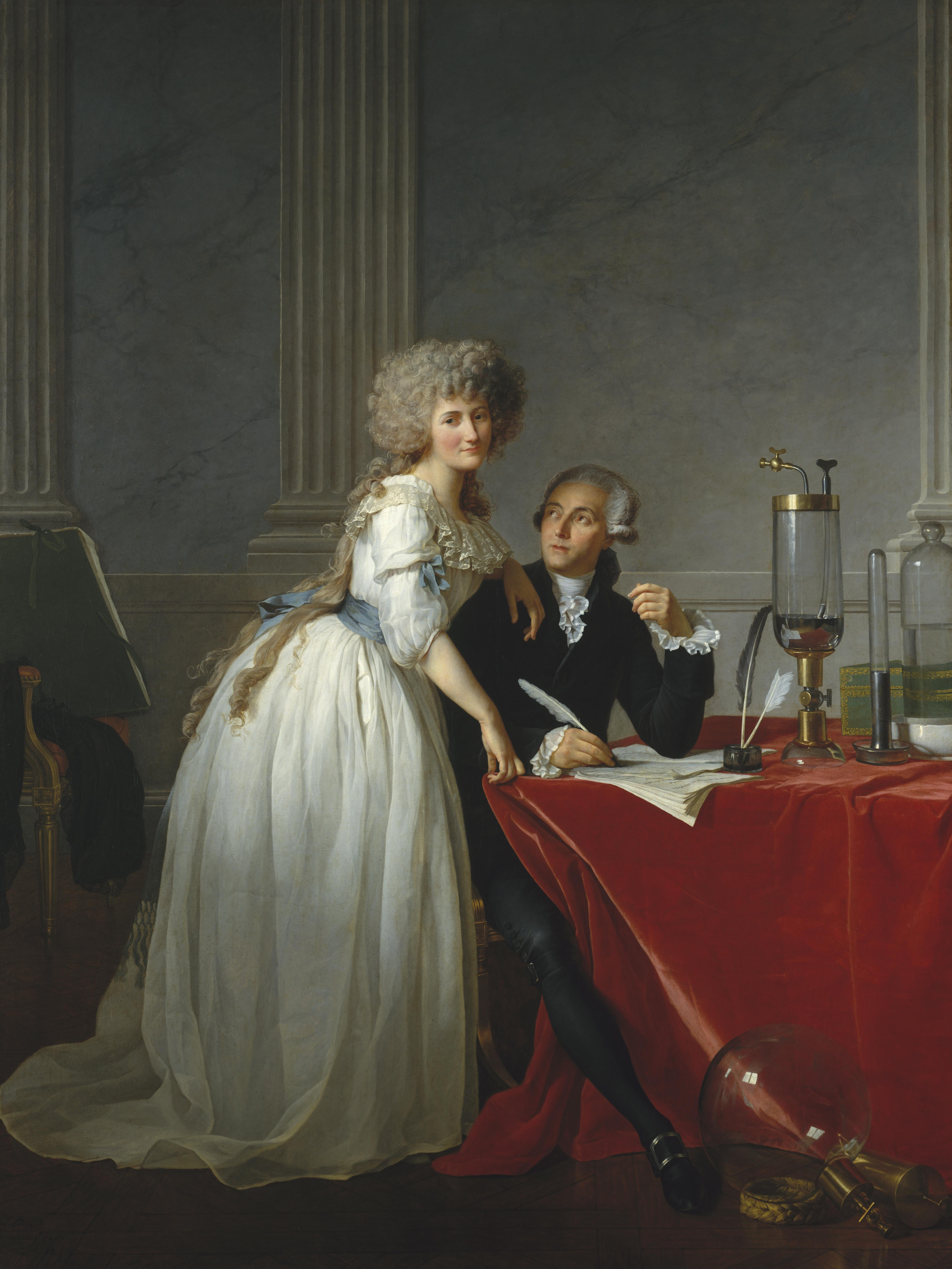
Portrait de M. et Mme Lavoisier : Marie-Anne Pierrette Paulze a traduit des textes pour les travaux de chimie de son mari

Margaret Cavendish est une aristocrate anglaise du XVIIe siècle qui a pris part à la plupart des débats scientifiques de son époque. Par contre elle n'a pas été admise à la Royal Society, bien qu'on lui ait permis d'assister une fois à une réunion. Elle a écrit plusieurs ouvrages sur des sujets scientifiques, tels Observations upon Experimental Philosophy et Grounds of Natural Philosophy. Dans ces écrits, elle est particulièrement critique de la croyance croissante que les humains, via la science, étaient les maîtres de la nature.
Aucune femme n'a été invitée soit à la Royal Society de Londres, ni à l'Académie des sciences jusqu'au XXe siècle. La plupart des gens du XVIIe siècle voit une vie consacrée à tout type d'érudition comme étant en contradiction avec les tâches domestiques que les femmes étaient censées accomplir.

En 1673, en réponse au biais culturel de l'époque, François Poullain de La Barre fait paraître anonymement De l'égalité des deux sexes, discours physique et moral où l'on voit l'importance de se défaire des préjugez. Il y dénonce l'injustice du traitement réservé aux femmes, soutient qu'il faut leur permettre de suivre les mêmes études que les hommes et qu'il faut leur ouvrir toutes les carrières, y compris scientifiques. On lui doit la célèbre formule l'esprit n'a point de sexe.

### XVIIIesiècle

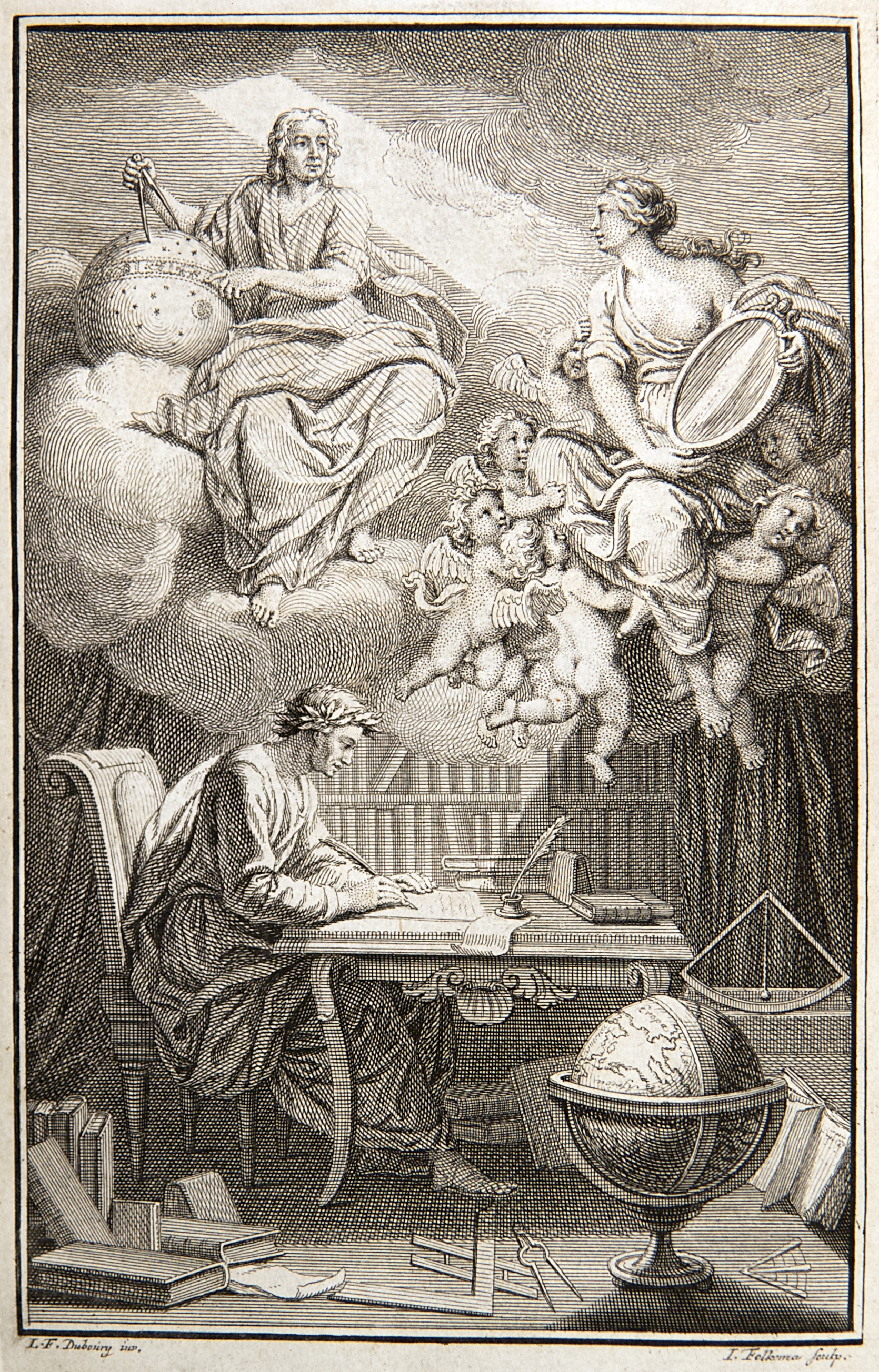
Frontispice de la traduction des Principia de Newton. Émilie du Châtelet y est dépeinte comme la muse de Voltaire.

Le XVIIIe siècle est caractérisé par trois points de vue divergents à l'égard des femmes : que les femmes étaient mentalement et socialement inférieures aux hommes, qu'ils étaient égaux mais différents, et que les femmes étaient potentiellement égales en termes de capacités mentales et pour leur contribution à la société. Bien que les rôles de genre ont été largement définis au XVIIIe siècle, les femmes ont connu de grands progrès en science.
Au siècle des Lumières, lors de la révolution scientifique en Allemagne aux XVIe siècle et XVIIe siècle, la tradition de la participation des femmes à la production artisanale permet à certaines femmes de s'impliquer dans les sciences d'observation, en particulier l'astronomie. Entre 1650 et 1710, les femmes représentaient 14 % de tous les astronomes allemands. La plus célèbre des astronomes en Allemagne à l'époque était Maria Winkelmann, dont les problèmes avec l'Académie de Berlin sont une réflexion des obstacles auxquels font face les femmes à se faire accepter dans le travail scientifique, qui était considéré comme exclusif aux hommes.
C'est aussi à cette époque que Émilie du Châtelet traduit et commente les Principia de Newton : la traduction française est publiée à Paris en 1756, sous le titre Principes mathématiques de la philosophie naturelle. C’est Voltaire qui par son influence, l’encourage à approfondir ses connaissances en physique et en mathématiques, matières pour lesquelles il lui reconnaissait des aptitudes particulières, la considérant supérieure à lui-même en ce domaine de la « Philosophie Naturelle », car c'est ainsi qu'on appelait à l'époque les sciences physiques. Dans un domaine qui fut longtemps presque exclusivement masculin, Émilie du Châtelet est considérée comme l'une des premières femmes scientifiques d'influence dont on ait conservé les écrits.
En 1762, Jean-Jacques Rousseau conseille aux femmes l'étude de la botanique, seule discipline qu'il juge accessible à l'esprit féminin : La recherche des vérités abstraites et spéculatives, des principes, des axiomes dans les sciences, tout ce qui tend à généraliser les idées n'est point du ressort des femmes, leurs études doivent se rapporter toutes à la pratique; c'est à elles à faire l'application des principes que l'homme a trouvés, et c'est à elles de faire les observations qui mènent l'homme à l'établissement des principes (dans Émile ou De l'éducation).

#### Institutions
Malgré ces obstacles, certains hommes supportaient les femmes en sciences et plusieurs y ont apporté des contributions significatives au XVIIIe siècle. Notamment, deux femmes ont participé aux institutions de leur époque : Laura Bassi et la princesse russe Catherine Dachkov. Bassi était une physicienne ayant reçu son doctorat de l'université de Bologne et qui y devient professeur en 1732. Dachkov est devenue directrice de l'académie impériale de Russie en 1783 grâce à ses relations avec la tsarine Catherine la Grande, marquant la première embauche d'une femme à la direction d'une académie scientifique. En Italie du XVIIIe siècle, deux femmes ont été nommées professeurs à l'université (par le même Benoît XIV d'ailleurs), dans le contexte des Lumières catholiques : Laura Bassi, puis la mathématicienne Maria Gaetana Agnesi.
Du côté de la Suède, Eva Ekeblad est la première femme admise à l'Académie royale des sciences de Suède.

Elle a découvert comment produire de la fécule et de l'alcool (brännvin) à partir des pommes de terre (1746). Grâce à elle, la pomme de terre, plante introduite en Suède en 1658 mais jusque-là cultivée uniquement dans les serres de l'aristocratie, est entrée dans l'alimentation de base du pays, permettant de réduire les épisodes de famine.

Auparavant, l'alcool était produit à partir de céréales, notamment le blé et le seigle, et dès lors les céréales ont pu être réservées à la production de pain.

Elle a également découvert des méthodes pour blanchir les fils et tissus en coton avec du savon (1751), et pour remplacer certains composants dangereux dans les cosmétiques de l'époque en utilisant une poudre tirée des pommes de terre (1752).

#### Hors des institutions

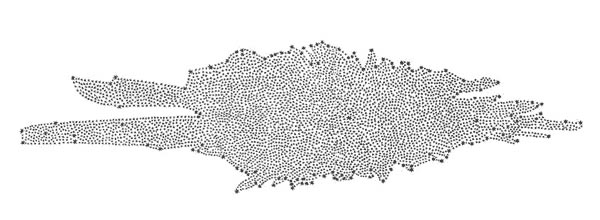
Représentation de la Voie lactée selon Caroline Herschel. À noter qu'il est désormais établi qu'il est incorrect de placer le Soleil au centre de notre galaxie.

De façon plus commune, des femmes ont participé à l'avancement des sciences en association avec un parent masculin ou un époux. Caroline Herschel a commencé sa carrière d'astronome, initialement à contrecœur, en assistant son frère William Herschel. Elle est reconnue pour la découverte de huit comètes ainsi que pour sa publication Index to Flamsteed’s Observations of the Fixed Stars (1798). Du côté de la chimie, Marie-Anne Pierrette Paulze a traduit des textes pour les travaux de son mari, Antoine Lavoisier. Elle assistait aussi à ses recherches et a illustré plusieurs de ses publications, dont son Traité élémentaire de chimie (1789).
Beaucoup d'autres femmes sont illustratrices ou traductrices de textes scientifiques. En traduisant la Principia de Newton en français, Émilie du Châtelet inclut également des progrès récents de physique mathématique. Le Journal des savants consacre deux grands articles à l'analyse de ses Institutions de Physique et écrit d'elle : « Quel encouragement pour ceux qui les cultivent (les sciences), de voir une Dame qui, pouvant plaire dans le monde, a mieux aimé s'instruire dans sa retraite, qui dans un âge où les plaisirs s'offrent en foule, préfère à leur erreur malheureusement si douce, la recherche de la vérité toujours si pénible, qui, alliant enfin la force aux grâces de l'esprit et de la figure, n'est point arrêtée par ce que les sciences ont de plus abstrait ». Voltaire, affecté par la mort d'Émilie, écrit au roi de Prusse, en 1749 : « J'ay perdu un amy de vingt-cinq années, un grand homme qui n'avoit de défaut que d'être une femme, et que tout Paris regrette et honore ».
De côté de la l'histoire naturelle, la Française Françoise Basseporte est employée par les jardins botaniques royaux comme illustratrice. En Angleterre, Mary Delany développe une méthode d'illustration, également pour la botanique. Des aristocrates telles Mary Somerset et Margaret Harley cultivaient leur propre jardin botanique. En 1766, le philosophe suisse Jean-Jacques Rousseau rencontre cette dernière et admire ses connaissances en botanique, malgré sa croyance que les femmes ne pouvaient pas faire carrière en sciences. 
Les Anglaises Mary Delany et Margaret Harley sont également membres de la Blue Stockings Society, liée au bas-bleuisme.

### XIXesiècle
La science est demeurée une profession largement amateur pendant la première partie du XIXe siècle. La contribution des femmes a été limitée du fait de leur exclusion de la plupart de l'enseignement scientifique formel, mais a commencé à être reconnue par l'admission dans des sociétés savantes au cours de cette période.

#### En France

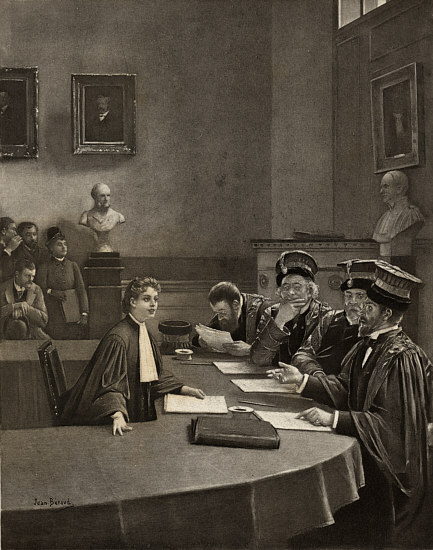
Thèse de Madeleine Brès
par Jean Béraud, en 1875.

Côté éducation, Julie-Victoire Daubié est en 1861 la première femme à obtenir le baccalauréat ès lettres et Emma Chenu, en 1863, obtiendra le premier baccalauréat ès sciences. Les femmes scientifiques françaises sont en fait plus nombreuses qu'on ne le croit mais méconnues (voir effet Matilda cité plus haut) : 40 exemples ont été mises en avant par l'association Femmes et sciences.

##### Mathématiques
En 1816, Sophie Germain, mathématicienne et philosophe issue d'une ancienne famille distinguée de la bourgeoisie parisienne, réussit le concours de l'Académie des sciences qui vise à donner la théorie mathématique des surfaces élastiques et de la comparer à l'expérience. Elle est alors admise à assister aux séances de l'Académie, interdite jusqu'alors aux femmes. Sur la suggestion de Gauss, l’université de Göttingen lui décerne en 1830 un titre honorifique, mais elle meurt avant de pouvoir le recevoir.
L’insuffisance de certains travaux de Sophie Germain s’explique, selon certains, par une mise à l’écart de la vie scientifique. Au début du XIXe siècle, les femmes étaient jugées incompétentes pour comprendre des travaux scientifiques ; elles ne pouvaient traditionnellement avoir accès à la connaissance des progrès scientifiques qu’au cours de discussions mondaines ou à la lecture des livres de vulgarisation qui leur étaient spécifiquement destinés. Sophie Germain se distingue avant tout par son refus de se soumettre aux mœurs de son époque.

##### Médecine
En 1868, les jeunes filles sont enfin autorisées à étudier la médecine. Madeleine Brès est la première femme inscrite au concours des hôpitaux, tandis qu'Emma Chenu devient la première licenciée ès sciences de France. Brès est la fille d'un fabricant de charrettes et, mariée à 15 ans, elle doit avoir le consentement de son mari pour obtenir son diplôme, les femmes mariées étant jugées irresponsables par le droit français de l'époque. Son inscription à la faculté de médecine est tout un symbole et il faut le soutien de l'impératrice Eugénie et du ministre de l'Instruction publique, Victor Duruy, pour qu'elle l'obtienne. Elle officie ensuite comme professeur d'hygiène et enseigne notamment aux directrices des écoles maternelles de la ville de Paris. Elle dirige le journal Hygiène de la femme et de l'enfant et elle est l'auteur de plusieurs livres de puériculture. Elle n'est toutefois pas la première femme à obtenir le diplôme de médecin en France, l'Anglaise Elizabeth Garrett Anderson l'ayant devancée de cinq ans.
Le 10 décembre 1862 cette dernière écrivait à Julie-Victoire Daubié qui menait en France un combat similaire au sien pour permettre l'accès des études supérieures aux femmes :
« J'ai accepté le rôle de pionnière pour les autres femmes et pour cela je vais continuer à ouvrir la voie en Grande-Bretagne plutôt que de me permettre les opportunités offertes par les universités étrangères ou américaines. »
Ses efforts se heurtèrent d'abord à de nombreux refus d'admission aux examens universitaires, notamment à l'Université de Londres et au Royal Colleges of Physicians and Surgeons, mais elle obtint finalement de l'Académie de Pharmacie le droit de passer sa licence en pharmacie qu'elle obtint en 1865. Elle devint ainsi la deuxième femme inscrite au tableau de l'Ordre des médecins aux côtés de Elizabeth Blackwell.

#### En Angleterre

##### Éducation

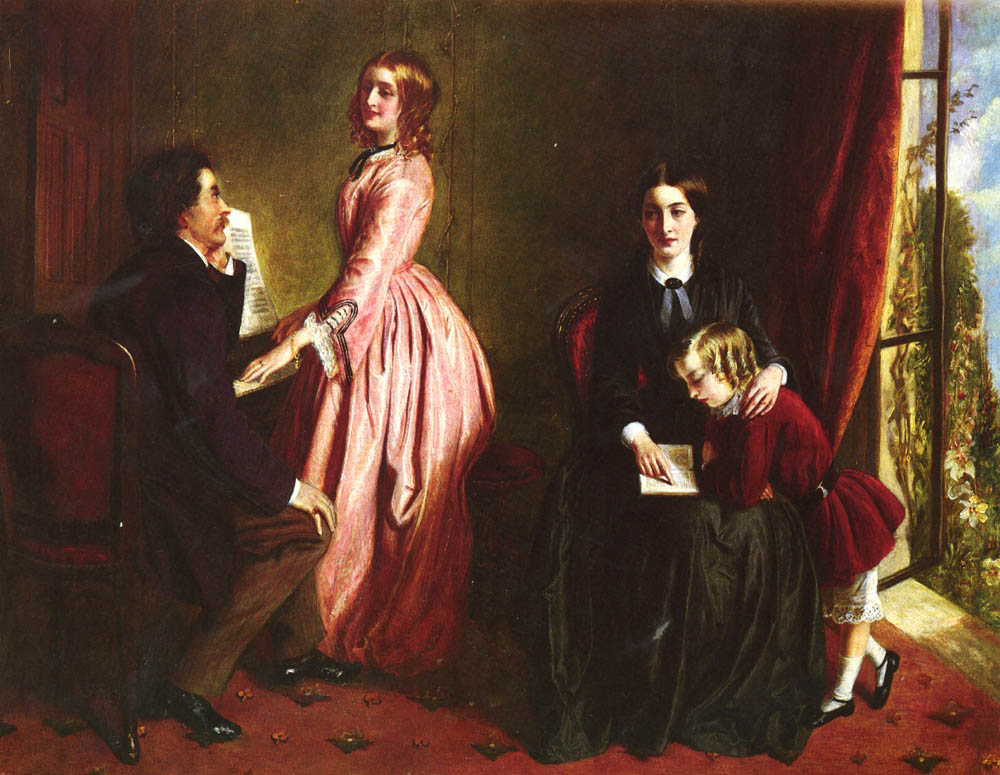
La Gouvernante, Rebecca Solomon, 1854.

En 1883, les Indiennes Kadambini Ganguly et Chandramukhi Basu sont les premières femmes diplômées d'une université de tout l'Empire britannique, selon Sengupta, Subodh Chandra et Bose. En effet, les femmes ne sont admises en tant qu'étudiantes à l'université d'Oxford qu'en 1879, un an après leur admission à l'université de Calcutta. Le cours de mathématiques tripos de l'université de Cambridge est quant à lui ouvert aux femmes en 1881. Par contre, selon l'Encyclopédie canadienne, la Canadienne Grace Annie Lockhart est en 1875 la première diplômée universitaire, aussi la première femme détentrice d'un baccalauréat universitaire de l'Empire britannique.

##### Métiers

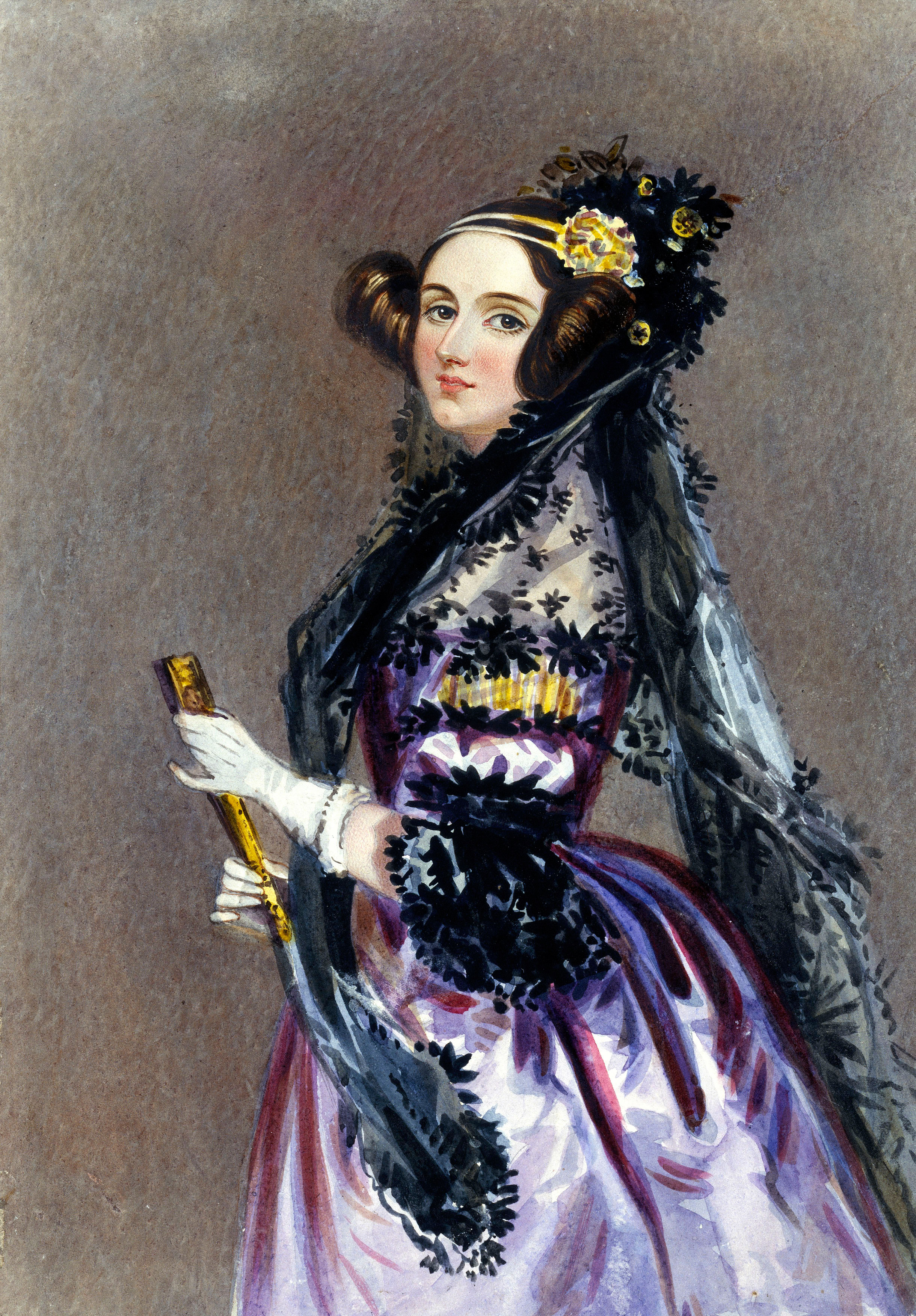
Portrait à l'aquarelle d’Ada Lovelace, fille du poète Byron, parfois considérée comme le premier programmeur

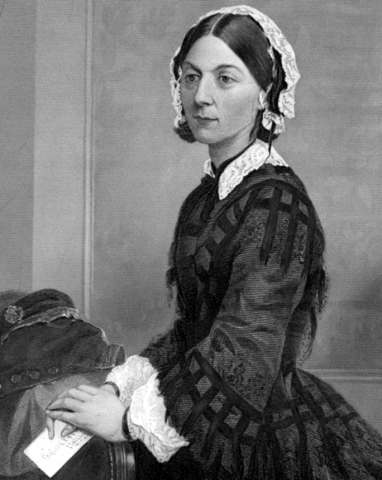
Florence Nightingale, une pionnière des soins infirmiers modernes et de l'utilisation des statistiques médicales

Diagramme des causes de mortalité au sein de l'armée en Orient par Florence Nightingale.

Puis, au cours du XIXe siècle, trois professions médicales sont ouvertes aux femmes : le métier d'infirmière, celui de sage-femme, ainsi que, en théorie, celui de médecin. Toutefois, seules les femmes infirmières sont acceptées sans difficulté par la société, ce métier étant exercé sous la houlette et sous l'autorité de médecins de sexe masculin. À l'époque victorienne, on pense en effet que la médecine est le bastion des hommes, sur lequel les femmes ne doivent pas empiéter, et qu'elles ne devaient pas déroger au rôle de subalterne leur ayant été dévolu par Dieu. En réalité, les Britanniques ne veulent pas de chirurgiens ou de médecins de sexe féminin, et les femmes demeurent cantonnées dans leur rôle d'infirmière. Dans cette profession, Florence Nightingale (1820-1910) est une figure importante du XIXe siècle, en ce qu'elle permet de moderniser l'image traditionnelle de l'infirmière modèle n'ayant d'autre but que celui de se sacrifier pour veiller au bien-être de ses patients, en œuvrant pour l'éducation des femmes et en leur enseignant la bravoure, la confiance en soi et l'affirmation de soi. C'est une pionnière des soins infirmiers modernes et de l'utilisation des statistiques dans le domaine de la santé.
Miranda Stuart est en quelque sorte la première femme médecin britannique. Née de sexe féminin, elle choisit de vivre en tant qu'homme, sous le nom de James Barry, pour étudier et poursuivre une carrière médicale. Elizabeth Garrett Anderson est aussi reconnue comme la première femme médecin en Grande-Bretagne.
Vers le milieu du XIXe siècle, l'histoire de l'informatique est marquée par les travaux de la comtesse Ada Lovelace. En note du mémoire du mathématicien italien Federico Luigi, comte de Menabrea sur la machine analytique qu'elle traduit en français pour Charles Babbage elle décrit une méthode très détaillée pour calculer les nombres de Bernoulli avec la machine. Elle est ainsi considérée comme l'inventeur du premier programme informatique de l'Histoire.
En 1835, on voit la première femme membre honoraire de la Royal Astronomical Society : Caroline Herschel. C'est une astronome britannique d'origine allemande ayant travaillé avec son frère, Sir William Herschel.
En 1886, Isis Pogson est la première à tenter de officiellement joindre la Society, mais des avocats font valoir qu'une femme y est illégale. Elle y arrive en 1920, soit cinq ans après que les femmes y aient été admises,.

#### États-Unis

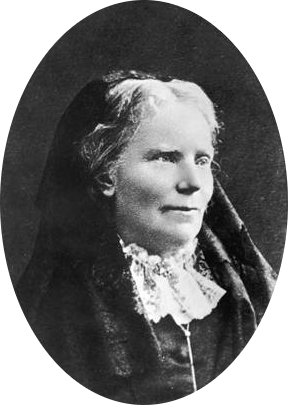
Elizabeth Blackwell, la première femme médecin américaine certifiée

La fin du XIXe siècle aux États-Unis est marquée par l'importance accrue des collèges pour femmes, laquelle a engendré des emplois pour les femmes scientifiques ainsi que davantage de possibilités d'éducation. À cette époque, les autres collèges et universités ont commencé à permettre l'admission des femmes : on y recense environ 3 000 femmes en 1875, et presque 20 000 en 1900.

##### Médecine
Un exemple est Elizabeth Blackwell, la première femme médecin certifiée aux États-Unis, diplômée du Hobart and William Smith College (en) en 1849. Blackwell songe pour la première fois a la carrière médicale à l'occasion de la douloureuse maladie d'une amie, qui succombe probablement d'un cancer de l’utérus. Cette amie lui confie qu’être soignée par un docteur femme aurait probablement rendu son traitement beaucoup plus confortable. Blackwell est également convaincue que les qualités féminines sont très adaptées à l'exercice de la profession médicale. À cette époque pourtant, « elle déteste tout ce qui a trait au corps, et ne supporte pas les livres traitant de médecine ». Un autre élément qui la pousse toutefois dans cette voie est le sens attribué en ce temps à l'expression « femme médecin », par lequel sont désignées les faiseuses d'anges. Blackwell souhaite se dresser contre cette idée reçue qui ne rend pas justice a ce dont elle croit les femmes capables. Embrasser la carrière médicale constitue également un moyen d’acquérir l’indépendance matérielle qu'elle recherche, en dehors des chaînes du mariage. Elle se rabat alors sur des écoles moins prestigieuses et est finalement admise au Hobart and William Smith College de New York. Bravant les préjugés des professeurs et des étudiants, elle termine, le 23 janvier 1849, première de sa classe et devient la première femme à obtenir un diplôme médical aux États-Unis.
Refusée dans la plupart des hôpitaux, Blackwell fonde son propre établissement appelé New York Infirmary for Indigent Women and Children en 1857. Au déclenchement de la guerre civile américaine, elle forme des infirmières et, en 1868, fonde un collège médical réservé aux femmes pour former officiellement des femmes-médecins/doctoresses. En 1869, elle abandonne à sa sœur Emily la responsabilité du Collège pour retourner en Angleterre. Là, avec Florence Nightingale, elle ouvre la London School of Medicine for Women et devient la première femme médecin enregistrée en Grande-Bretagne. Elle prend sa retraite à l’âge de 86 ans. Son guide d’éducation sexuelle (The Moral Education of the Young), est publié en Angleterre, tout comme son autobiographie (Pioneer Work in Opening the Medical Profession to Women, 1895).

##### Génie civil

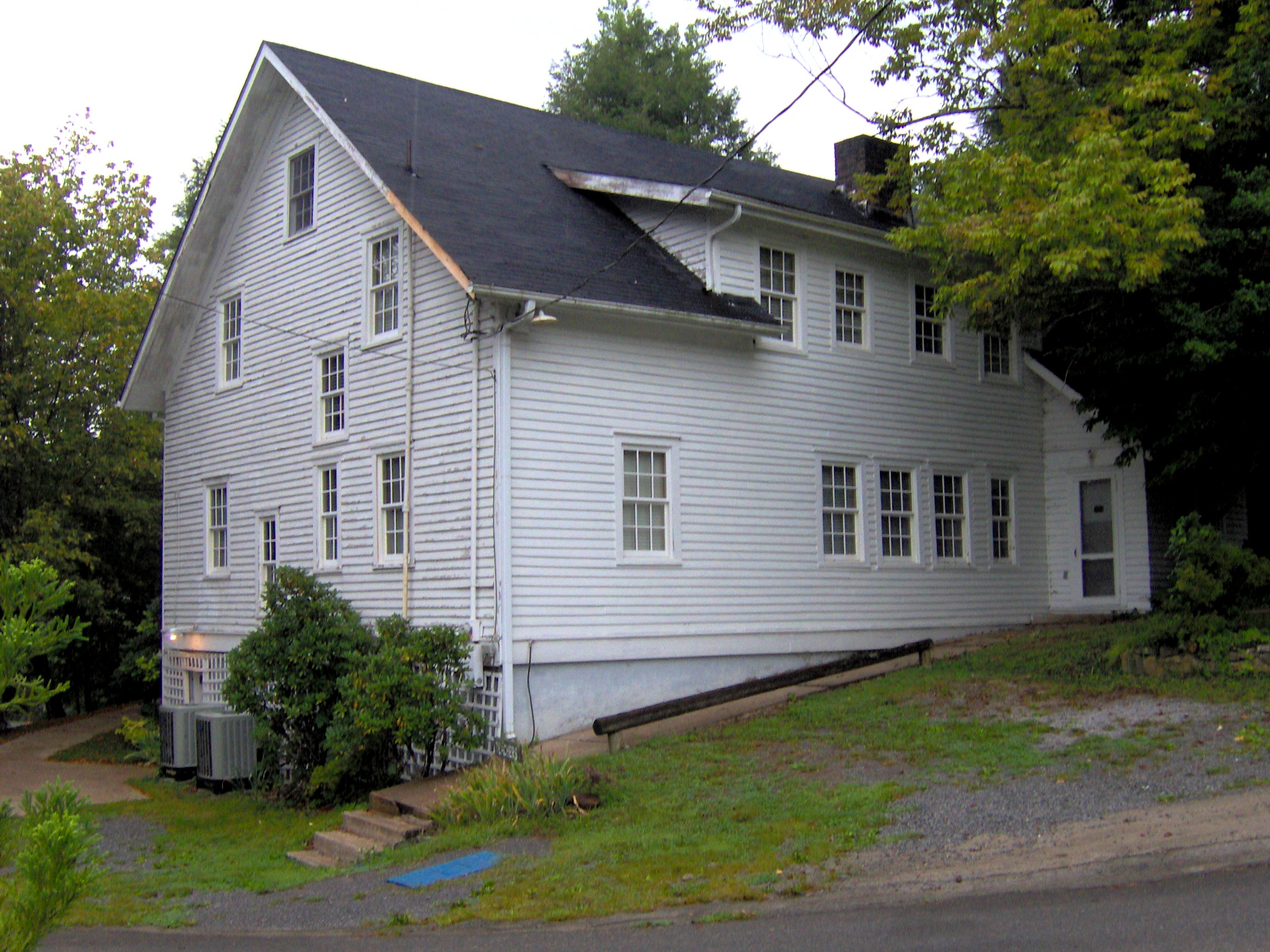
La Helmick House, un bâtiment (1916) de l', conçu par les sœurs Wilson

En 1876, Elizabeth Bragg (1858-1929) est la première femme américaine à être diplômée en génie civil, de l'Université de Californie à Berkeley. Toutefois, celle-ci ne fait pas carrière en génie et ce sont les sœurs Elmina T. et Alda H. Wilson, diplômées de l'université d'État de l'Iowa qui, en 1892, sont les premières. Elmina Wilson (1870-1918) est aussi la première femme américaine à obtenir une maîtrise (1894) et un poste de professeur à temps plein dans ce domaine.
Selon l'Encyclopædia Britannica, ce serait plutôt Nora Stanton Blatch Barney qui la première aux États-Unis, aurait détenu le titre d'ingénieur. Elle est diplômée de l'université Cornell en 1905 et acceptée dans la American Society of Civil Engineers la même année.

##### Chimie
Ellen Richards est une chimiste américaine éminente du XIXe siècle.
En 1856, Eunice Newton Foote est la première parmi les scientifiques à identifier le phénomène d'effet de serre et à mettre en évidence l'influence du CO2 sur le réchauffement de l'air.

#### En Russie
Anna Volkova (Анна Фёдоровна Волкова, 1800-1876) est une chimiste russe, première femme membre de la Société russe de chimie.
Pour son travail sur la nature, la vie et la vie des peuples de l'Asie centrale, l'étude des esquisses place Aleksandra Potanina a apporté une précieuse contribution à la science de la géographie. Elle est devenue l'une des premières femmes admises à l'adhésion de la Société géographique de Russie. En 1887, pour son ouvrage Bouriatie, Aleksandra Potanina reçoit la Grand Médaille d'or de la Société géographique de Russie.

#### En Allemagne
À l'université de Göttingen, la mathématicienne d'origine russe Sofia Kovalevskaïa travaille sur les équations aux dérivées partielles, corrigeant et améliorant un résultat de Cauchy (énonçant et démontrant ce que l'on appelle aujourd'hui le théorème de Cauchy-Kowalevski). Elle écrit un mémoire sur les intégrales abéliennes. Enfin, un troisième mémoire porte sur la forme des anneaux de Saturne. Pour ces trois mémoires, elle obtient le titre de docteur de l'université de Göttingen en 1874, la première femme à obtenir ce titre en Allemagne, mais pas au monde (Maria Gaetana Agnesi en avait obtenu un à Bologne au XVIIIe siècle). Chacun des trois mémoires aurait suffi pour une thèse, a dit Weierstrass. La thèse se passe in absentia. Avec son mari, traducteur de Darwin en russe, Sofia va en Angleterre où elle fait notamment la connaissance de George Eliot et de Herbert Spencer.

#### Dans d'autres pays européens
La colombienne Ana Galvis Hotz a été la première étudiante régulière admise à l'université de Berne, en Suisse, et la première femme latino-américaine à obtenir un diplôme de médecine en 1877,.
En Espagne, María Elena Maseras (en) a été la première femme a s'inscrire à la faculté de médecine de l'université de Barcelone en 1872.

## Histoire hors du monde occidental jusqu'au début duXXesiècle

### Monde Ancien

#### Proche-Orient ancien
La civilisation de Sumer a produit quelques-uns des tout premiers astronomes historiques, assemblant ainsi des étoiles et leur position en constellations, dont plusieurs survivent aujourd'hui et qui étaient également reconnues par les grecs anciens. Du côté des femmes du IIe millénaire av. J.-C., des astronomes sumériennes sont dirigeantes des grands temples observatoires. Par exemple, Enheduanna (v. 2285-2250 av. J.-C.) est une astronome et poétesse sumérienne.
En Mésopotamie, Tapputi-Belatekallim est considérée comme la première chimiste. C'est une parfumeuse mentionnée sur une tablette babylonienne en cunéiforme vers 1200 av. J.-C.
On y trouve aussi la plus vieille mention d'un alambic.

#### Inde ancienne
Du côté de l'Inde ancienne, Gargi Vachaknavi est une philosophe honorée comme l'un des grands philosophes naturels. On la mentionne dans les sixième et huitième Brahmana de Bṛhadāraṇyaka Upaniṣad, où le brahmayajna, un congrès philosophique organisé par le roi Janaka de Videha, est décrit : elle s'oppose aux vues du sage Yājñavalkya au sujet de questions sur l'atman (notion de l'âme dans l'hindouisme),.

### Monde chinois
Leizu (嫘祖) est une impératrice chinoise légendaire qui a découvert la soie et inventé le métier à tisser la soie au XXVIIe siècle av. J.-C.

Une autre figure semi-légendaire est celle de Huang Daopo (黃道婆), qui a vécu à l'époque de la dynastie Yuan. Celle-ci aurait grandement contribué au développement des techniques de tissage et de filature, établissant ainsi les premières fondations de l'industrie textile chinoise et même de tout l'Extrême-Orient.
Les femmes étaient exclues du mode d'enseignement maître-disciple, mais elles pouvaient étudier à l'intérieur de leur famille ou de leur clan, de telle sorte que vers la fin de la dynastie Ming, des familles de femmes médecins se distinguent par leur érudition et leurs ouvrages sur des sujets médicaux.

### Monde indien
Chandramukhi Basu, Kadambini Ganguly et Anandi Gopal Joshi furent les premières femmes indiennes à obtenir des diplômes universitaires. En 1883, Kadambini Ganguly et Chandramukhi Basu, diplômées du Bethune College, sont aussi les premières femmes graduées universitaires de l'Empire britannique. Les femmes sont admises en tant qu'étudiantes à l'université d'Oxford en 1879, un an après leur admission à l'université de Calcutta. Le tripos est ouvert aux femmes à Cambridge seulement en 1881.

## Dans le monde, depuis le début duXXesiècle
En 1902 au Royaume-Uni, la mathématicienne, inventeur et ingénieur Hertha Ayrton est la première femme à être proposée en tant que fellow de la Royal Society, mais celle-là est rejetée à cause des avocats de la Society qui arrivent à justifier qu'une femme ne peut pas être un fellow. Le Sex Disqualification (Removal) Act 1919 et un Privy Council établissent, en 1929, l'égalité de la femme et rendent ces arguments archaïques, mais ce n'est qu'en 1943 que, mise en action par un article critique du Daily Worker par Jack Haldane, la Royal Society considère dorénavant l'acceptabilité des femmes en tant que fellows. Après un vote par lequel une large majorité de fellows votent pour l'admissibilité des femmes, Kathleen Lonsdale est élue en 1945, en même temps que Marjory Stephenson.
En Autriche, avec l'ouverture très tardive des universités aux femmes, Margarete Furcht est la première titulaire d'un doctorat en chimie, en 1902, à l'université de Vienne, et la seconde femme dont un article est publié dans la revue Monatshefte für Chemie, après celui de l'Australienne Agnes Kelly. Si dans les années suivantes la part des femmes ne représente en moyenne que 5 % des diplômées de cette spécialité, leur nombre augmente fortement pendant la guerre, tandis que celui des hommes décline, au point que dans la période 1917-1919 elles deviennent majoritaires (6 pour 1 en 1917, 10 pour 9 en 1919). Leur nombre ne cesse de décliner ensuite, et en 1933 elles ne représentent plus que 7 % des diplômées. Les Juives représentent dans cette période de guerre la moitié des effectifs, contre 4 % dans la population totale. Cette sur-représentation est attribuée au plus fort prestige de l'éducation au sein de la communauté juive et à l'arrivée des femmes plus instruites provenant de Galicie ; mais vingt ans plus tard, le pays ne profite pas de ces compétences, sept d'entre elles ayant fui le nazisme, et quatre ayant été assassinées lors de la Shoah. 
Au tout début du siècle, Marie Curie est la première femme à recevoir le prix Nobel de physique. Elle devient également en 1911 la première femme à recevoir un second prix Nobel (chimie) et l'une des deux seules personnes à l'avoir reçu dans plus d'une discipline. En 2013, il y a deux femmes ayant obtenu le prix Nobel de physique, Curie, en 1903, et Maria Goeppert-Mayer, en 1963.
Sous la République de Weimar, seulement 1 % des chaires universitaires étaient occupées par des femmes.
En 1923, la chimiste Margarethe von Wrangell devient la première professeure titulaire dans une université allemande.
Le 8 juin 1937, un décret dispose que seuls les hommes peuvent être nommés à ces chaires, si ce n'est dans le domaine social. Néanmoins, le 21 février 1938, « à titre individuel et exceptionnel » à la suite du lobbying de la Reichsfrauenführerin, la plus haute responsable de la branche féminine du parti nazi, Gertrud Scholtz-Klink, on accorde à Margarete Gussow une chaire d'astronomie.

### Après-guerre

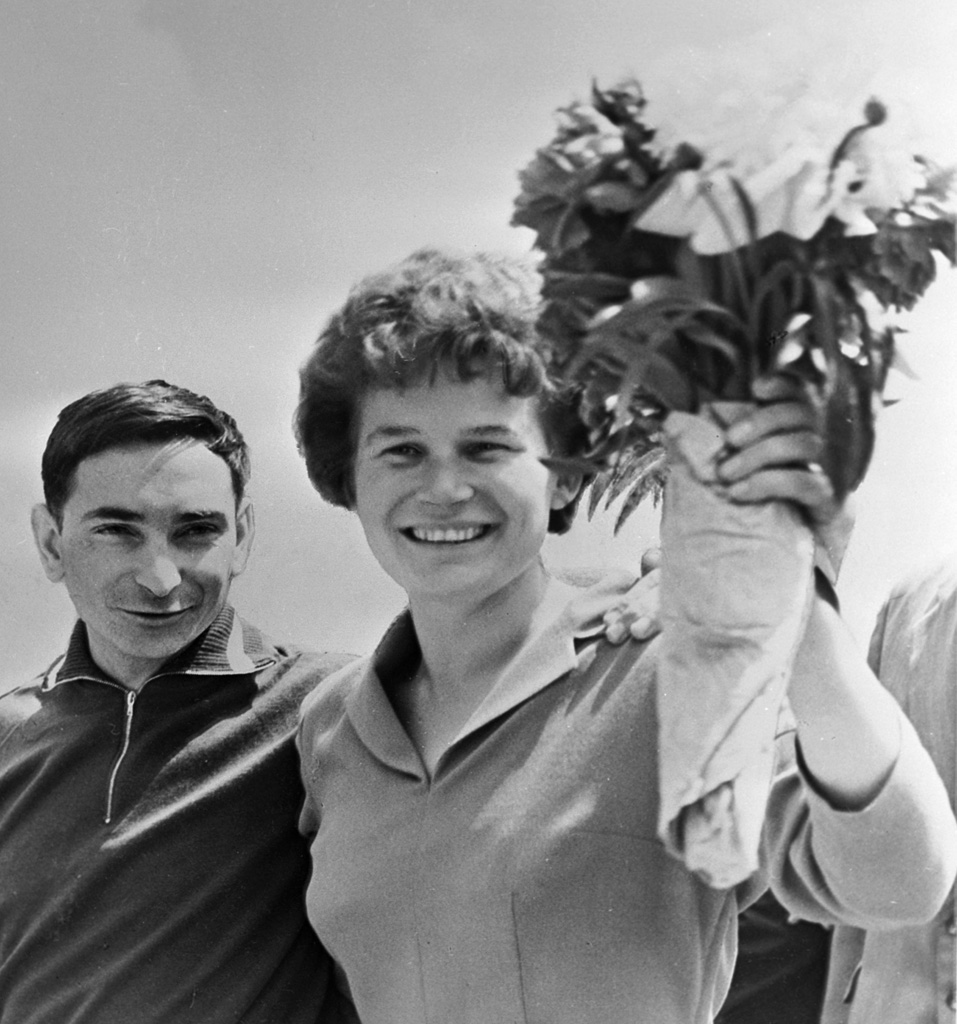
Valentina Terechkova avec Valeri Bykovski (juin 1963, Agence Novosti).

En 1963, Valentina Terechkova est la première femme dans l'espace. Elle a effectué 48 orbites autour de la terre à bord de Vostok 6, en 70 heures et 41 minutes, du 16 juin 1963 à 12 h 30 au 19 juin 1963 à 11 h 11. Cette durée de vol de 2 jours 22 heures et 41 minutes représentait en une seule mission, plus que le total des heures de vol des astronautes américains de l'époque.
Tandis que Terechkova est acclamée, Maria Goeppert-Mayer, récompensée du prix Nobel de physique la même année, est prise moins au sérieux par la société américaine de l'époque :
Son mari, Joseph Edward Mayer avait été congédié en 1937, pour des raisons qu'il estimait liées à Goeppert-Mayer et la misogynie du doyen des sciences physiques. Il prend alors un nouvel emploi à l'université Columbia. Le doyen du département de physique, George Pegram (en) s'arrange pour que Goeppert-Mayer ait un bureau, mais elle ne reçoit pas de salaire. Elle devient rapidement bons amis avec Harold Urey et Enrico Fermi, qui est arrivé à l'université Columbia en 1939. Fermi lui demande d'enquêter sur la valence des éléments transuraniens inconnus. En utilisant le modèle Thomas-Fermi, elle prédit qu'ils formeraient une nouvelle série similaire à celle des terres rares. Cela s'est avéré être correct.

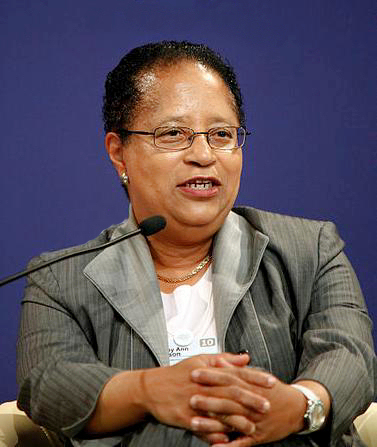
Shirley Ann Jackson au Forum économique mondial de 2010.

Shirley Ann Jackson est une physicienne américaine, spécialisée dans le domaine de la physique des matières condensées et des matériaux opto-électroniques. Elle est la première femme afro-américaine à obtenir un doctorat du MIT en physique nucléaire.

Arrivée au MIT en 1964, elle a été pendant une bonne partie de sa scolarité victime d'ostracisme et d'insultes, ses camarades, même les autres filles, refusant de s'asseoir à côté d'elle. On lui a craché et jeté des objets dessus. Seule femme noire de sa promotion qui ne comprenait que 43 femmes et 20 noirs seulement parmi tous les undergraduates en cours de physique elle demeure isolée, jusqu'à ce qu'elle finisse par faire partie d'une sororité (uniquement composée de femmes noires). Elle finit présidente de cette sororité à la fin de ses études au MIT.

De ses recherches, elle a admis qu'il a été difficile d'obtenir le respect de ses pairs, du fait d'un environnement typiquement blanc et masculin.

Jackson a fait et fait encore partie de multiples conseils d'administration de grands groupes et entreprises, faisant partie des présidents d'institutions universitaires les plus occupés par ces postes annexes. Au cours de sa carrière, Shirley Ann Jackson a aussi été présidente de la commission de réglementation nucléaire des États-Unis (NRC). Dans le cadre de sa démarche anti-discriminatoire, Jackson a servi pendant un mandat au National Society of Black Physicists.
Durant sa carrière aux laboratoires d'AT&T Bell, Jackson s'est impliquée particulièrement dans la promotion des minorités et des femmes dans les sciences et a dans ce cadre, participé à des comités dédiés à ces sujets à la National Academy of Sciences, l'American Association for the Advancement of Science et la National Science Foundation.

## Époque contemporaine

### Statistiques mondiales

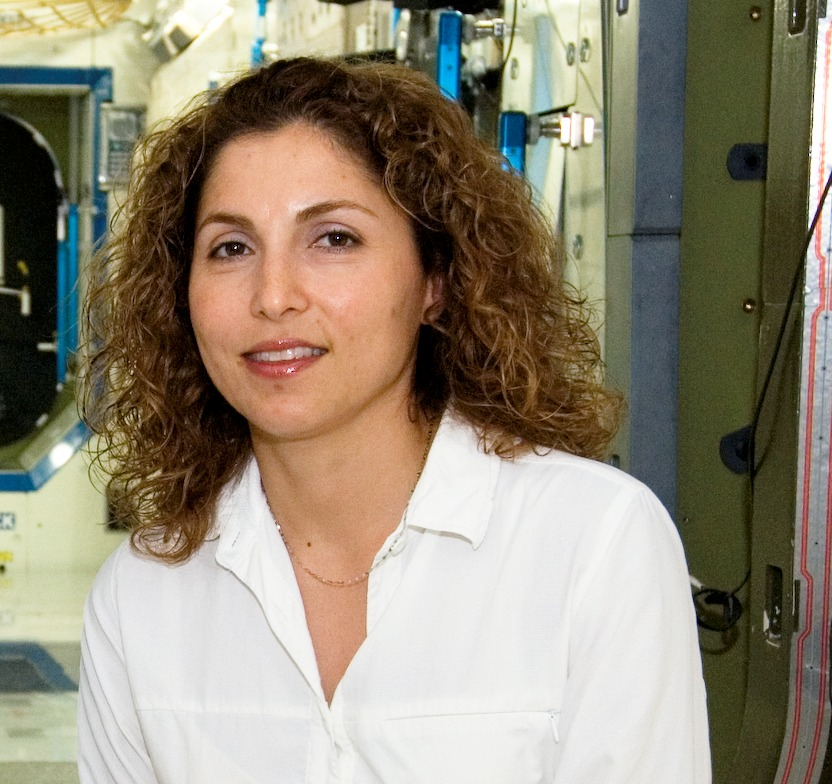
L'américo-iranienne Anousheh Ansari est la première femme à travailler à la SSI.

Toutes les études s'accordent sur le phénomène de « déperdition » des femmes à mesure que l'on monte dans la hiérarchie des institutions scientifiques, phénomène également appelé syndrome du « tuyau percé »,. Selon les statistiques de l'UNESCO, en 2013 les femmes formaient dans le monde 53 % des effectifs des diplômés du niveau licence, mais 43 % des titulaires d'un doctorat et 28 % seulement des chercheurs.
Majoritaires en moyenne parmi les diplômés en sciences, les femmes sont présentes toutefois de manière inégale selon les disciplines. Les femmes occupent surtout les domaines de la santé et des affaires sociales, dans la plupart des régions du monde (elles sont minoritaires dans ces domaines dans 6 pays seulement, dont 4 en Afrique subsaharienne, et 2 en Asie — le Bangladesh (33 %) et le Viet Nam (42 %)). Les femmes sont plus faiblement représentées en revanche dans les sciences de l'ingénieur, sauf à Oman, où 53 % des diplômés en ingénierie sont des femmes.
La tendance mondiale est à l'augmentation de la proportion des femmes parmi les diplômés en sciences ; elle se dessine nettement depuis 2001 dans les régions en voie de développement, sauf dans celles où le nombre de femmes diplômées était déjà élevé, en l'occurrence l'Amérique latine et les Caraïbes. Cependant, la féminisation des métiers scientifiques est bien plus lente que celle d'autres secteurs professionnels, selon un rapport publié en 2012 par la Commission européenne. 
Le «plafond de verre» pour les femmes qui pourraient prétendre aux plus hauts échelons de la hiérarchie institutionnelle est une réalité probablement mondiale, même si les chiffres manquent pour certains pays. En France en 2013, moins de 10% des président.e.s d'université sont des femmes ; dans l'Union européenne, la proportion est de 16% (2013) ; en 2010, au Brésil les femmes sont 14% à diriger des universités publiques, et en Argentine elles sont 16 % à diriger des centres de recherche nationaux. Aux États-Unis, la proportion de femmes occupant de ce type de postes de direction est en revanche de 23 % (2013). 
Le « plafond de verre » est également une réalité dans le domaine de la recherche, où la parité entre hommes et femmes est loin d'être atteinte, selon une étude de la revue Nature parue en 2013, particulièrement dans les pays qui contribuent le plus à la production scientifique mondiale : les États-Unis, la Chine, le Royaume-Uni, l'Allemagne  et le Japon. Les femmes ont plus de chances d'atteindre les plus hauts échelons dans les pays jouant un rôle mineur dans la science mondiale ; ainsi, alors que pour le nombre de publications scientifiques la parité supposerait un ratio homme/femme de 1, l'Ukraine a un ratio de 1,1 (les femmes publient plus que les hommes), tandis que les États-Unis ont un ratio de 0,4, et le Japon, un ratio de 0,1 (Nature, 2013). Les femmes scientifiques qui publient des articles sont presque deux fois moins nombreuses que les hommes à figurer comme auteur principal, et lorsqu'elles sont premier auteur, ou seule auteure, elles sont moins souvent citées que les hommes (Nature, 2013).

### Statistiques par régions ou pays
Un rapport de mars 2014 de la Fondation L'Oréal montre que dans le système éducatif de 14 pays, dont les États-Unis, la France, l'Espagne, l'Allemagne, le Royaume-Uni, la Chine et le Japon, la baisse de proportion des femmes en sciences commence dès l'université. Au premier cycle, 32 % des diplômes en sciences sont décernés à des femmes. La proportion descend à 30 % pour le 2e cycle et à 25 % pour le 3e.
En novembre 2015, le Rapport Elsevier indique qu'en Allemagne, bien que le nombre de femmes chercheurs augmente, il s'en trouve environ 15 % en informatique ou en mathématiques, tandis qu'en médecine vétérinaire et en psychologie, il s'agit de près de 55 %.
Toujours en 2015, le Conseil canadien des ingénieurs rapporte que les femmes constituent moins de 12 % des ingénieurs au Canada.
L'étude publiée par Eurostat recense en 2020 6,6 millions de femmes scientifiques et ingénieures dans l'Union européenne. En progression de 254 000 par rapport à 2019, elles totalisent 41 % des emplois dans ces deux branches d'activité.
Aux États-Unis en 2001, les femmes en science ou en génie ayant un doctorat sont principalement employées dans le secteur de l'éducation, et moins dans le commerce ou l'industrie que les hommes.
L'astronome Farzana Aslam souligne que les femmes pakistanaises sont aptes à contribuer à tous les aspects économiques de leur société, tout en maintenant les valeurs de l'Islam et que cela pourra contribuer à bâtir une société plus forte et plus saine.

À la fin du XXe siècle et au début du XXIe siècle, on compte aussi déjà un certain nombre d’astronautes musulmans : l'américo-iranienne Anousheh Ansari est la première femme à travailler à la SSI et le quatrième touriste spatial.

De façon plus générale, en Iran, le nombre de femmes inscrites en études supérieures dépasse parfois celui des hommes dans les études scientifiques, qui leur étaient traditionnellement réservées.

### Tentatives d'explication
De nombreuses études ont tenté d'expliquer le faible pourcentage de femmes scientifiques et ingénieures. L'une d'elles, publiée en 2019, exploite les données sur les compétences en lecture et en mathématiques de 300 000 élèves de 15 ans de 64 pays et sur leurs intentions de poursuivre des études littéraires ou scientifiques. L'étude remarque que les performances des filles en mathématiques sont presque identiques à celles des garçons. En revanche, les étudiantes qui sont douées en mathématiques sont beaucoup plus susceptibles que les élèves masculins d'être encore meilleures en lecture et se tourneraient pour cette raison davantage vers ce type d'étude. Cette différence comparative entre les compétences en mathématiques et en lecture des élèves de 15 ans pourrait expliquer jusqu'à 80 % de l'écart entre les sexes dans les intentions de poursuivre des études en mathématiques et une carrière. Toutefois, cette étude indique que le taux d'orientation vers les matières de science, technologie, ingénierie et mathématiques (STIM) réellement prise par la suite est supérieure aux intentions initiales, et l'UNESCO souligne que si l'orientation vers les filières scientifiques souffre d'une déséquilibre à combler dans certaines filières, cette orientation ne garantit pas une forte représentation des femmes dans les carrières scientifiques. En effet, au niveau mondial, la proportion de femmes dans l’enseignement supérieur menant à la recherche en sciences est supérieure à 50 % jusqu'au niveau maîtrise, mais décroit très fortement ensuite. Pour expliquer ces disparités dans l'éducation des femmes aux STEM vis-à-vis de celle des hommes, l'UNESCO évoque comme raisons « la compatibilité perçue de certains domaines des STEM avec l’identité féminine, les obligations familiales, l’environnement et les conditions de travail ».
En 2013, la revue Nature, illustre le fossé entre les sexes en sciences aux États-Unis. D'une part, les femmes professeurs universitaires en physique et astronomie ont en moyenne moins d'enfants que les hommes, soit 1,2 par rapport à 1,5. Plus à la base, les étudiantes en biologie, chimie et physique peuvent s'attendre à être moins bien payées en tant qu'assistantes que leurs confrères masculins, soit d'en moyenne 3 730 $ américains par année. Enfin, les salaires professionnels des femmes en physique et en astronomie sont 40 % moindres que ceux des hommes, aux États-Unis.